# 武田愛奈
武田 愛奈（たけだ あいな、3月5日 - ）は、日本に在住する女性声優、アイドルであり、デジタル声優アイドルグループ「22/7」の元メンバー。

## 略歴
- 2016年
  - 12月24日 - 応募総数10,325名の中から[2]、22/7最終オーディションに合格。エントリーナンバーは15番。
- 2017年
  - 3月2日 - 「私たちの名付け親になってください」SHOWROOM配信で、名前を募集[3]。
  - 3月4日 - メンバー名発表SHOWROOM配信で、名前が「武田愛奈」に決定[注 1]。
  - 5月16日 - 配役決定生電話SHOWROOM配信が行われたが、当時発表されたメインキャラクター8人の声優には選ばれなかった。
- 2018年
  - 9月20日 - デビュー1周年を記念した「22/7 計算中 Special Event」にて、担当キャラクターとして柊つぼみが発表となる[4]。
  - 12月1日 - バラエティ番組『22/7 計算中』第21回より柊つぼみとしての活動を開始した。
- 2020年
  - 12月1日 - 学業に専念するため、22/7としての活動を12月末を以て一旦活動を休止することを発表。
- 2021年
  - 4月10日 - 1stアルバム『11という名の永遠の素数』発売記念「オンライン個別チェキくじ会」・「オンライン個別トーク会」より、22/7の活動に復帰。
  - 9月30日 - 2021年12月末をもって「22/7」からの卒業を発表。
  - 12月26日 - 22/7 5th BIRTHDAY LIVE 2021~Colors of Flowers~ にて担当キャラクター柊つぼみの卒業を発表。[5]
  - 12月31日 - 22/7を卒業。

## 人物
- 愛称は「あいなっち」「なっち」。兄と弟がいる。日本人とフィリピン人のハーフ。
- 長澤まさみが出演するカルピスのCMへの憧れとモデル・アイドルへの憧れから応募[6][7]。
- 周囲から声優業を勧められることが多く興味を持っていた[8]。
- 千葉ロッテマリーンズのファン。キックボクシングを半年習っていたことがある。
- 好物は牛丼。ファンクラブ限定卒業記念配信では、吉野家・松屋・すき家・なか卯の4チェーンの牛丼を食べ比べ、食べた牛丼がどこのチェーンの物かをすべて当てている。

## 出演

### テレビアニメ
2017年
- DIVE!!（小学生）※いちいちご名義

2018年
- 青春ブタ野郎はバニーガール先輩の夢を見ない（中郷蘭子）※いちいちご名義

2019年
- Fate/Grand Order -絶対魔獣戦線バビロニア-（子供）

2020年
- 22/7（柊つぼみ）

### テレビ番組
- 22/7 計算中（2018年7月7日 - 2021年12月25日、柊つぼみ） - season3まで[注 2]

### ゲーム
- 22/7 音楽の時間（柊つぼみ[10]）
- ディズニー ツイステッドワンダーランド（2020年、子どもフロイド）

### ラジオ
- 22/7 割り切れないラジオ（2017年4月23日 - 2018年7月1日、超!A&G+） - 不定期[11]
- 22/7 割り切れないラジオ+（2020年7月4日 - 、超!A&G+） - 不定期

### インターネットテレビ
- かな&あいりの文化放送ホームランラジオ! パっとUP（2018年 - 第147回・第161回・第166回、2020年 - 第222回）

### その他
- アルバム『確かにあの日々は恋だった。』TVCM（2019年、ナレーション）[12]
- ホームランラジオ オールスターゲーム（2018 総括版[13]・2019 開幕版[14]・2019 総括版[15]）

## ディスコグラフィー
| 発売日        | 商品名                                           | 歌                                                             | 楽曲                         | 備考                                                             |
| ------------- | ------------------------------------------------ | -------------------------------------------------------------- | ---------------------------- | ---------------------------------------------------------------- |
| 2018年10月3日 | 不可思議のカルテ                                 | スイートバレット                                               | 「BABY!」                    | テレビアニメ『青春ブタ野郎はバニーガール先輩の夢を見ない』挿入歌 |
| 2020年9月16日 | 「22/7」Blu-ray & DVD Vol.2 完全生産限定版特典CD | 神木みかみ（涼花萌）、東条悠希（高辻麗）、柊つぼみ（武田愛奈） | 「神様に指を差された僕たち」 | テレビアニメ『22/7』エンディングテーマ                           |

### ユニットメンバー
1. ↑  豊浜のどか（内田真礼）、広川卯月（雨宮天）、安濃八重（うらのねこ）、中郷蘭子（こまりまこ）、岡崎ほたる（いちいちご）